# Lamprobyrrhulus
Lamprobyrrhulus är ett släkte av skalbaggar som beskrevs av Ludwig Ganglbauer 1902. Lamprobyrrhulus ingår i familjen kulbaggar.
Släktet innehåller bara arten Lamprobyrrhulus nitidus.

## Bildgalleri

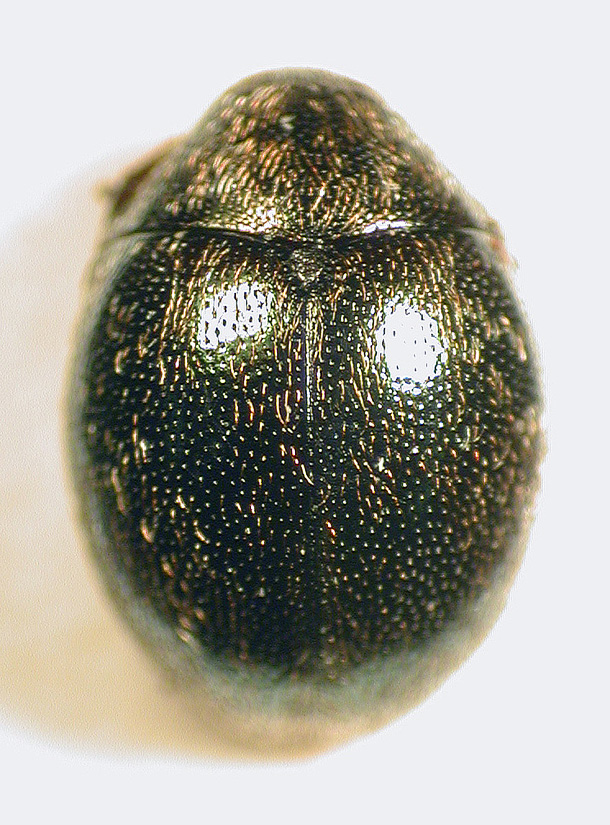
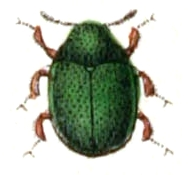